# Amegilla modestoides
Amegilla modestoides là một loài Hymenoptera trong họ Apidae. Loài này được Brooks mô tả khoa học năm 1988.